# Янче (Словения)
Вижте пояснителната страница за други значения на Янче.
Янче (на словенски: Janče) е село в Словения, регион Средна Словения, община Любляна. Според Националната статистическа служба на Република Словения през 2015 г. селото има 20 жители.